# White Plains (Karolina Północna)
White Plains – jednostka osadnicza w Stanach Zjednoczonych, w stanie Karolina Północna, w hrabstwie Surry.